# Cerkiew Narodzenia Najświętszej Marii Panny w Bezmiechowej Górnej
Cerkiew Narodzenia NMP w Bezmiechowej Górnej - drewniana filialna cerkiew greckokatolicka, znajdująca się w Bezmiechowej Górnej.
Wpisana do rejestru zabytków w 1985.

## Historia
Cerkiew zbudowana została w 1830, była odnawiana w 1911 i 1937. Należała do parafii greckokatolickiej w Manastercu. Od 1968 używana przez Kościół rzymskokatolicki.

## Architektura i wyposażenie
Cerkiew w Bezmiechowej Górnej jest świątynią orientowaną, postawioną w konstrukcji zrębowej, z wieżą o konstrukcji słupowej (stojącą na zrębie babińca). Poszczególne części świątyni (prezbiterium, nawa, wieża) wybudowane są na rzutach kwadratów, z czego nawa jest największa. Przy prezbiterium znajdują się dwie zakrystie. Prezbiterium i nawa nakryte są dachem dwuspadowym o jednej kalenicy, w którym umieszczona jest wieżyczka nakryta baniastym hełmem. Na wieży dach namiotowy z niewielkim hełmem.
Na ścianach i stropie polichromia pochodząca prawdopodobnie z 1937 r. Zachowany ołtarz cerkiewny z cyborium na czterech kolumnach oraz ikonostas, który został przesunięty na tylną ścianę prezbiterium.

## Galeria

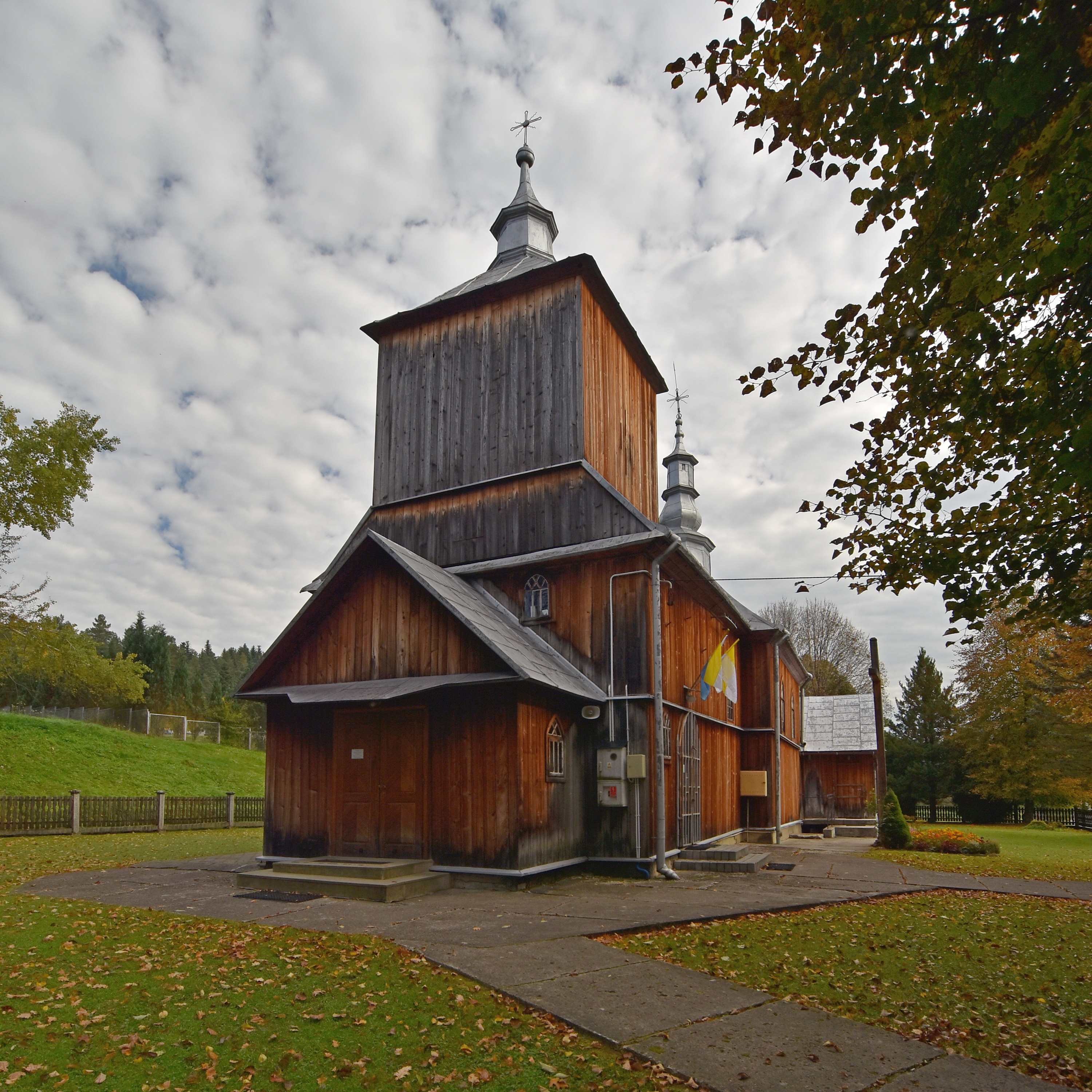
Elewacja frontowa
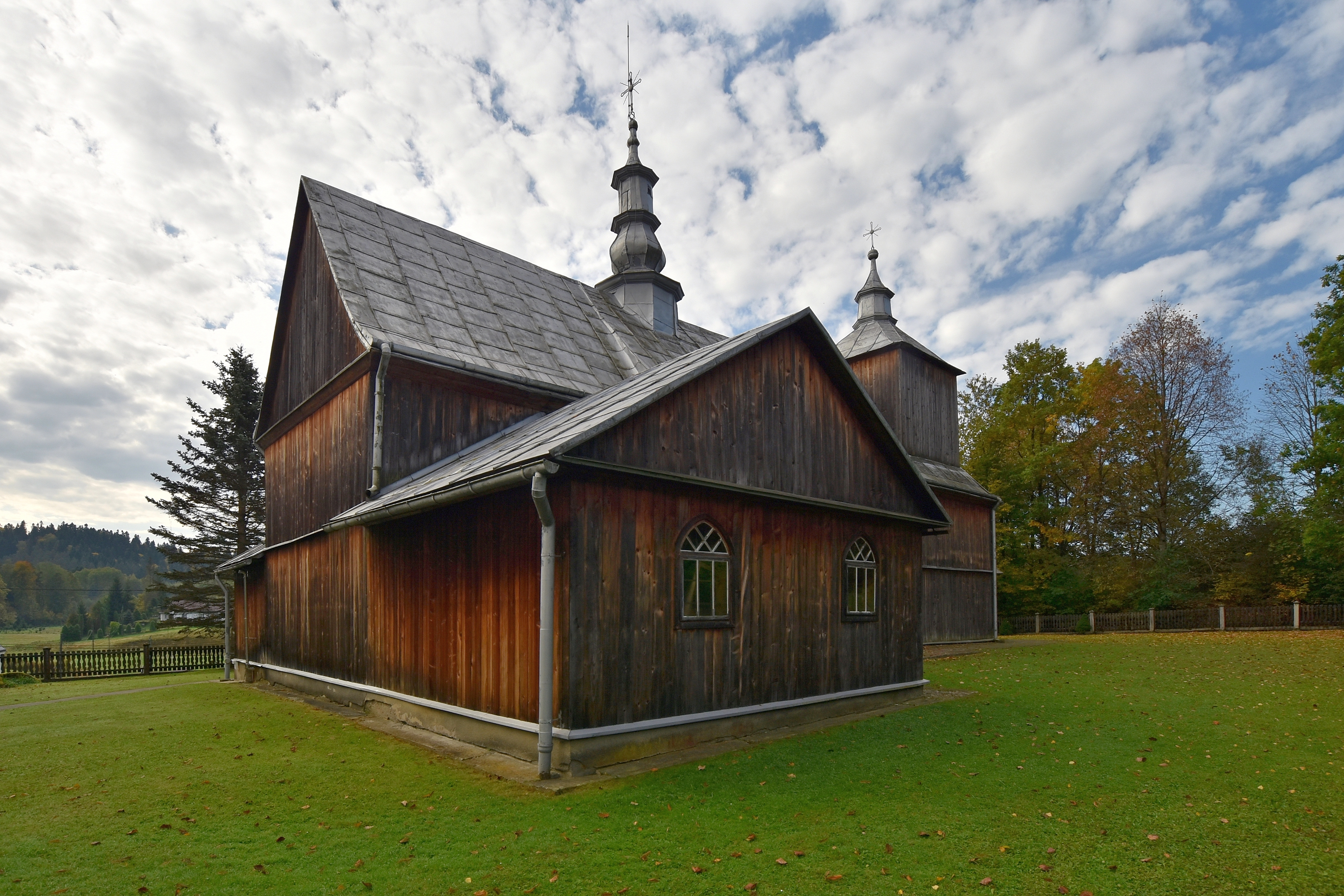
Elewacja północna
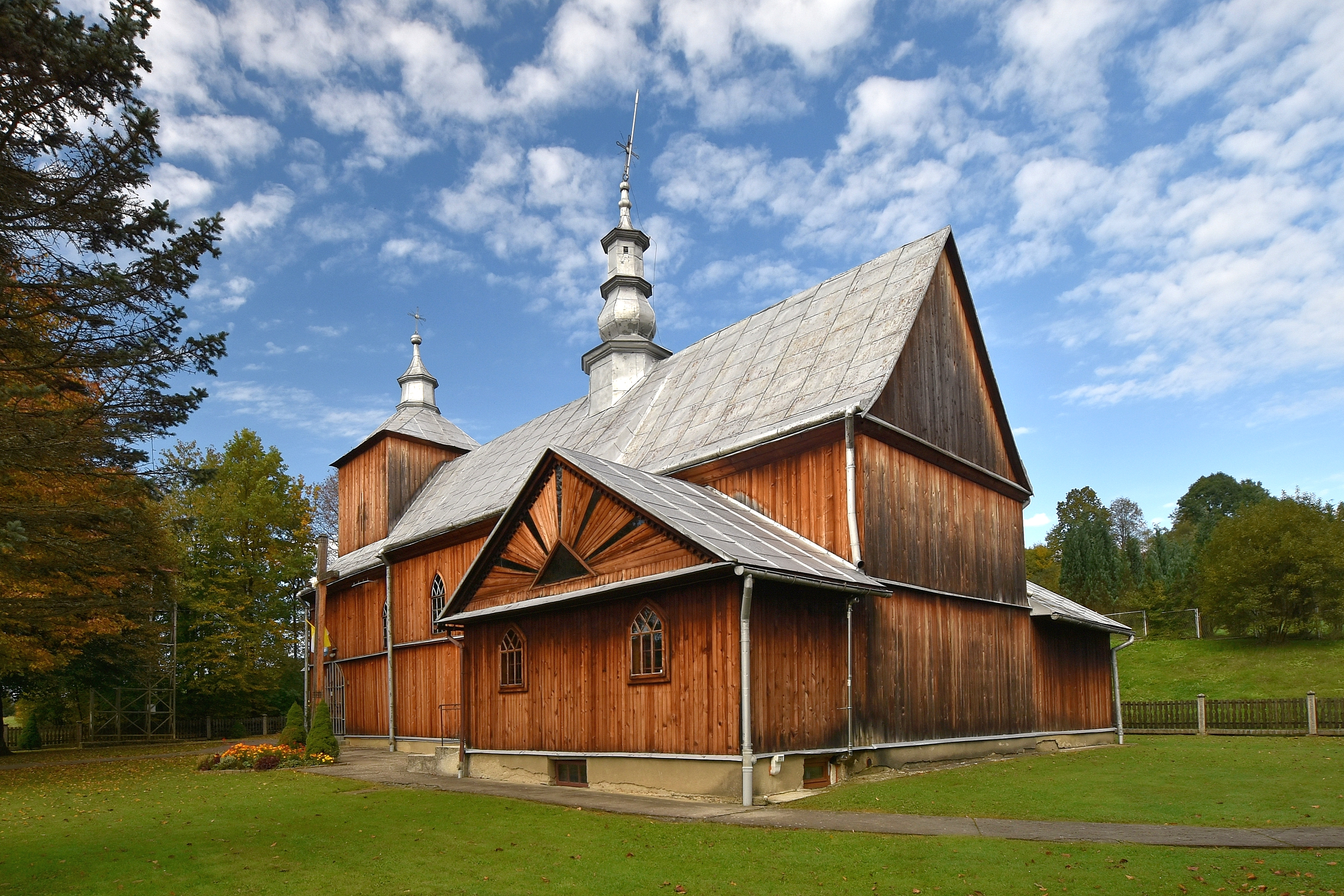
Widok od strony prezbiterium